# Kinematografia grecka

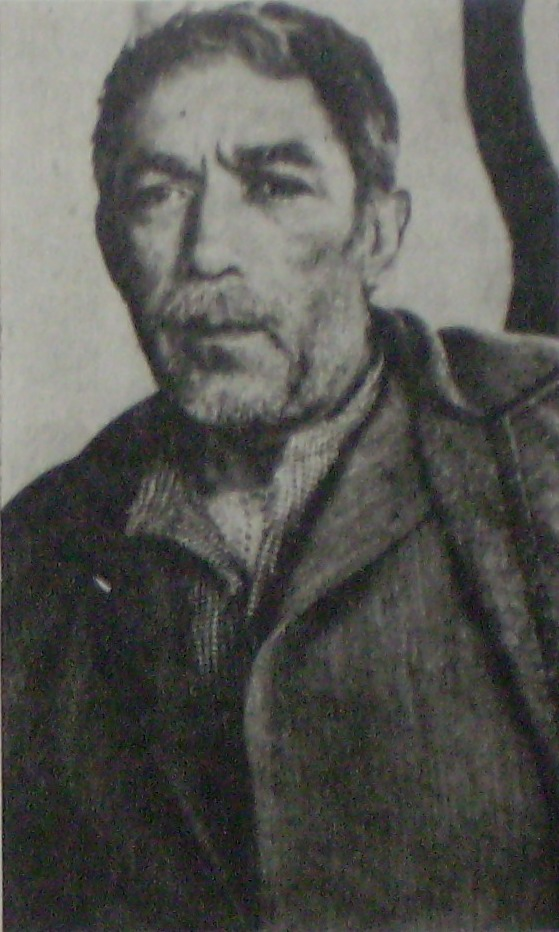
Anthony Quinn w adaptacji Greka Zorby (1964) Michalisa Kakojanisa

Kinematografia grecka – ogół produkcji i dystrybucji filmowej na terenie Grecji, rozumianej tu: w latach 1897–1924, 1935–1941 oraz 1944–1973 – jako terytorium Królestwa Grecji, w latach 1924–1935 – jako terytorium Drugiej Republiki Greckiej, w latach 1941–1944 – jako terytorium kolaboranckiego Państwa Greckiego, od 1973 – jako republika w obecnych granicach.

## Historia

### Początki
Pierwsze projekcje kinematografu w Grecji odbyły się w czerwcu 1897; początkowo filmy kręcili Francuzi, wśród nich operator o nazwisku Léons, rejestrator zawodów sportowych z 1906 roku na stadionie olimpijskim w Atenach. W 1911 komik Spyros Dimitrakopoulos założył pierwszą grecką wytwórnię Athina Films, a w 1912 nakręcił komedię slapstickową Quo Vadis Spiridion?, dwa lata później zaś Konstadinos Bahatoris zrealizował pierwszy grecki film pełnometrażowy, Golfo (nie zachował się do czasów obecnych). W trakcie I wojny światowej bujnie rozwinęła się produkcja filmów dokumentalnych w reżyserii Józefa Heppa, Giorgia Prokopiu oraz Dimitrisa Gaziadisa. 
Po wojnie grecko-tureckiej z lat 1920–1923 okres destabilizacji wewnętrznej kraju źle wpłynął na stan rodzącej się kinematografii greckiej. Dopiero w drugiej połowie lat 20. XX wieku wykrystalizowało się kilku ważnych twórców: Diamos Wratzanos (Stan przeznaczenia, 1925), Dimitros Kaminakis (Powstanie 1821, 1926) oraz Dimitris Gaziadis. Ten ostatni, będąc pod wpływem kina Fritza Langa i Ernsta Lubitscha, założył wraz z bratem Kostasem wytwórnię filmową Dag Film, której największymi osiągnięciami były komediodramat Eros i fale (1927) oraz melodramat Port łez (1928) i Astero (1932). 
Zamach stanu z 1935 roku zahamował artystyczny rozwój kinematografii greckiej. Wprawdzie już w 1938 powstał pierwszy na Bałkanach film dźwiękowy – Miłość pasterki (1938) Dimitrisa Tsakirisa – a podczas niemieckiej okupacji powstała prężnie działająca wytwórnia Finos Film, założona w 1942 przez Filopimina Finosa, jednak dopiero po II wojnie światowej na terenie Hellady mogły zaistnieć lepsze warunki do rozwoju rodzimej kinematografii.

### Po II wojnie światowej

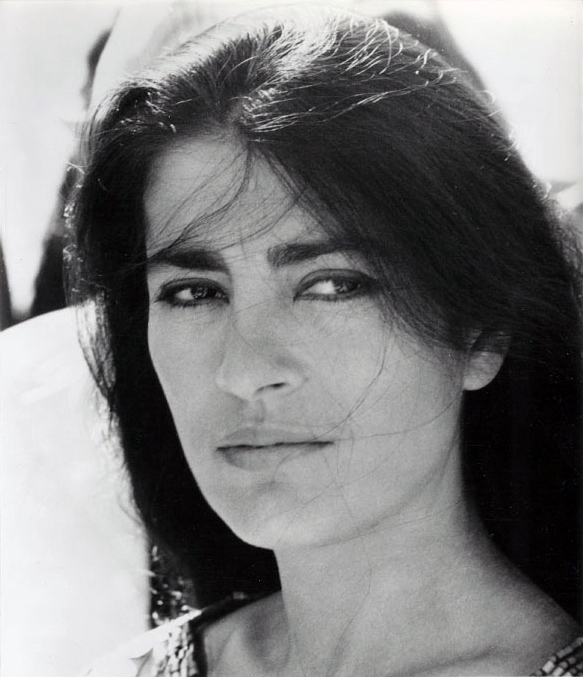
Irene Papas w filmie Trojańskie kobiety (1971) Michalisa Kakojanisa.

Wśród wychowanków wytwórni Finosa znaleźli się Jorgos Tzavellas, Alekos Sakellarios i Frixos Eliadis. Pierwszy z nich wyróżnił się dramatem Oklaski (1944), natomiast Sakellarios zadebiutował komedią wojenną Niemcy wracają (1948); tymczasem Eliadis nakręcił Umarłe miasto (1951) – kryminał poświęcony krwawej wendetcie, który pokazany został w sekcji konkursowej na 5. MFF w Cannes.
W latach 50. XX wieku dominującym stylem przyjętym w greckiej kinematografii był neorealizm. Do najważniejszych dzieł tzw. greckiego neorealizmu należą dramaty z życia robotników: Gorzki chleb (1951) Grigorisa Grigoriou, Czarna ziemia (1952) Steliosa Tatassopoulosa oraz debiut Jorgosa Zervosa Cztery schodki (1951) o kobiecie, której największym marzeniem jest własny dom. Najbardziej znane są jednak filmy Nikosa Koundourosa: znakomicie przyjęty na 15. MFF w Wenecji dramat Magiczne miasto (1954) oraz nagrodzony na MFF w Salonikach Potwór z Aten (1956), opowiadający o zwyczajnym człowieku wziętym za groźnego bandytę. Bujny rozwój przeżywał również melodramat (np. Naiwna, 1952, w reżyserii Tzavellasa) i komedia (Niedzielne przebudzenie, 1953).
Autor tego ostatniego filmu, Michalis Kakojanis, odniósł olbrzymi sukces dramatem Stella (1955) na podstawie sztuki współczesnej Iakovosa Kambanellisa. Stella stanowiła hołd dla dramatów antycznych, z udziałem tłumu opłakującego śmierć bohaterki na podobieństwo chóru oraz ważną rolą fatum ciążącego nad życiem bohaterki. Motyw fatum powracał również w innych dobrze przyjętych filmach Kakojanisa – Kobiecie w czerni (1956), Sprawie honoru (1957) tudzież Elektrze (1962). Najwybitniejszym dziełem Kakojanisa jest wszak określany Grek Zorba (1964), opowieść o przyjaźni angielskiego literata z rubasznym mieszkańcem Krety odgrywanym przez Anthony’ego Quinna, zilustrowana przez słynną ścieżkę dźwiękową Mikisa Theodorakisa.
Olbrzymią popularność i uznanie zyskał film Nigdy w niedzielę (1960), wyreżyserowany przez przybyłego z Ameryki Julesa Dassina. Ta prosta komedia romantyczna zdobyła pięć nominacji do Oscara i statuetkę dla najlepszej piosenki. Grająca główną rolę prostytutki o złotym sercu Melina Mercouri była nie tylko nominowana za swoją kreację do Oscara, ale otrzymała też nagrodę dla najlepszej aktorki na 13. MFF w Cannes.

### Nowe kino greckie

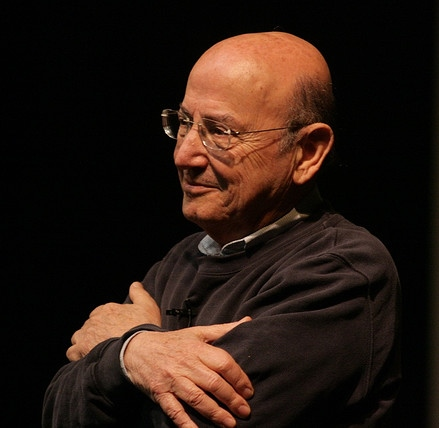
Teo Angelopoulos, mistrz kina greckiego

Zamach stanu w 1967 i dojście do władzy junty czarnych pułkowników wpłynęły na atmosferę panującą w greckiej kinematografii. Kunduros w 1967 nakręcił dystopię Vortex, albo twarz Meduzy; wielu filmowców wyemigrowało z kraju. Wśród nich znalazł się Costa-Gavras, który na emigracji w Algierii i Francji zrealizował brawurowo zmontowany dramat polityczny Z (1969) inspirowany prawicowym przewrotem w jego macierzystym kraju. Z, nagrodzony dwoma Oscarami, przetarł szlak dla tak zwanego nowego kina greckiego, słynącego z minimalizmu scenografii, okrucieństwa oraz fatalizmu. Jego reprezentantami stali się Aleksis Damianos, reżyser Evdokii (1971) o poddanym ostracyzmowi związku żołnierza z prostytutką, a także Zaręczyny Anny (1972) Pantelisa Wulgarisa o uczuciu między służącą a robotnikiem. 
Najwybitniejszą osobowością nowego kina greckiego okazał się jednak Teo Angelopoulos, realizator filmów o zderzeniu jednostek z historią, charakterystycznych ze względu na długie ujęcia, nieśpieszną narrację oraz minimalistyczny dialog. Wśród najważniejszych dzieł Angelopoulosa wymieniane są Podróż komediantów (1975) o członkach wędrownego teatru doświadczonych przez niemiecką okupację i wojnę domową; Aleksander Wielki (1980) o terrorze totalitaryzmów na przykładzie tytułowej wioski w greckiej części Macedonii; a także Podróż na Cyterę (1984), Pejzaż we mgle (1988), Spojrzenie Odyseusza (1995), wreszcie nagrodzona Złotą Palmą na 51. MFF w Cannes Wieczność i jeden dzień (1998).

### Nowa fala XXI w.

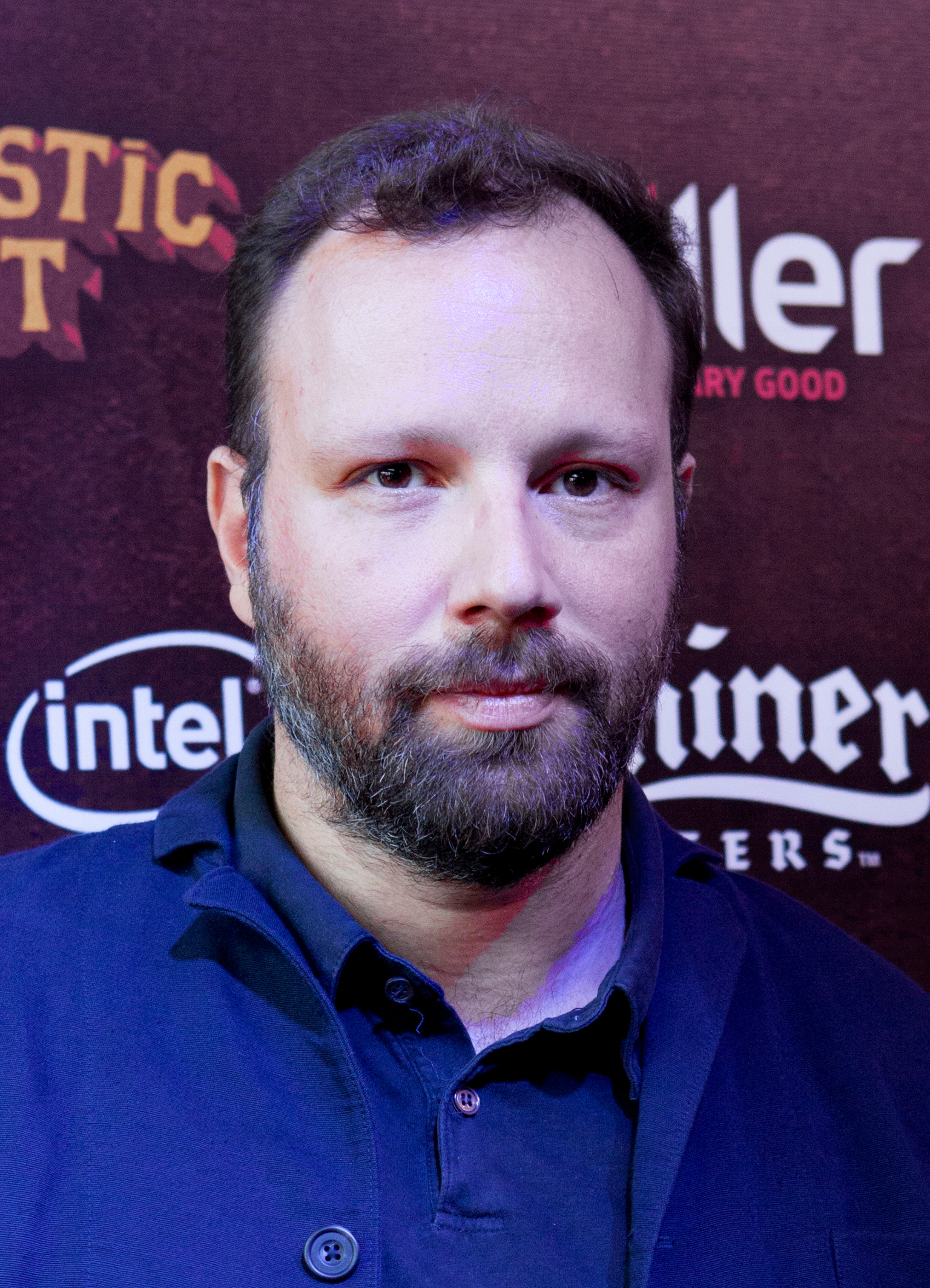
Jorgos Lantimos, lider greckiej nowej fali początku XXI w.

Na początku XXI wieku renesans kina greckiego zapowiedziała twórczość Jorgosa Lantimosa, którego filmy cechują się beznamiętną, sztuczną grą aktorską, lecz przekazują cząstkę prawdy o świecie spoza ekranu. W Kle (2009) Lantimos ukazywał losy burżuazyjnej rodziny, która próbuje całkowicie odseparować swoje dzieci od otoczenia, nawet fałszując w tym celu znaczenia słów przekazywanych dzieciom. Alpy (2011) są opowieścią o grupie terapeutycznej, która odgrywa role zmarłych pacjentów z pobliskiego szpitala. Natomiast Lobster (2015) ukazuje ponurą wizję przyszłości, w której nie ma miejsca dla singli. 
Sukces filmów Lantimosa oraz jego podopiecznej Athiny Rachel Tsangari (Attenberg, 2010) wpisywał się w postępujący kryzys ekonomiczny w Grecji, który komentowali również i inni twórcy. Wśród tych, którzy najbardziej zaznaczyli swoją indywidualność, byli m.in. Tassos Bulmetis (Dotyk smaku, 2003), Spiros Statulopulos (Żywa bomba, 2007), tworzący kino o tematyce LGBT Panos H. Koutras (Strella, 2009), Ektoras Lygizos (Chłopiec jedzący ziarno, 2012) czy Alexandros Avranas (nagrodzona Srebrnym Lwem za reżyserię na 70. MFF w Wenecji Miss Violence, 2013).